# Revneset
Revneset är en udde vid den norra delen av Adventfjorden, där denna mynnar ut i Isfjorden, på Spitsbergen i Svalbard, 5–6 kilometer norr om Longyearbyen. På andra sidan av Adventfjorden ligger Hotellneset. Revneset är lätt kuperat och avgränsas av Louisfjellet i nordöst och Adventtoppen (786 meter) och Hjorthfjellet (928 meter) i öster. Rakt österut ligger Hanaskogsdalen med Hanaskogsälven. Där finns rester från det brittiska kolgruvesamhället Advent City. Det finns också där en försvarsanläggning från andra världskriget vid Hanaskogsälvens mynning. 

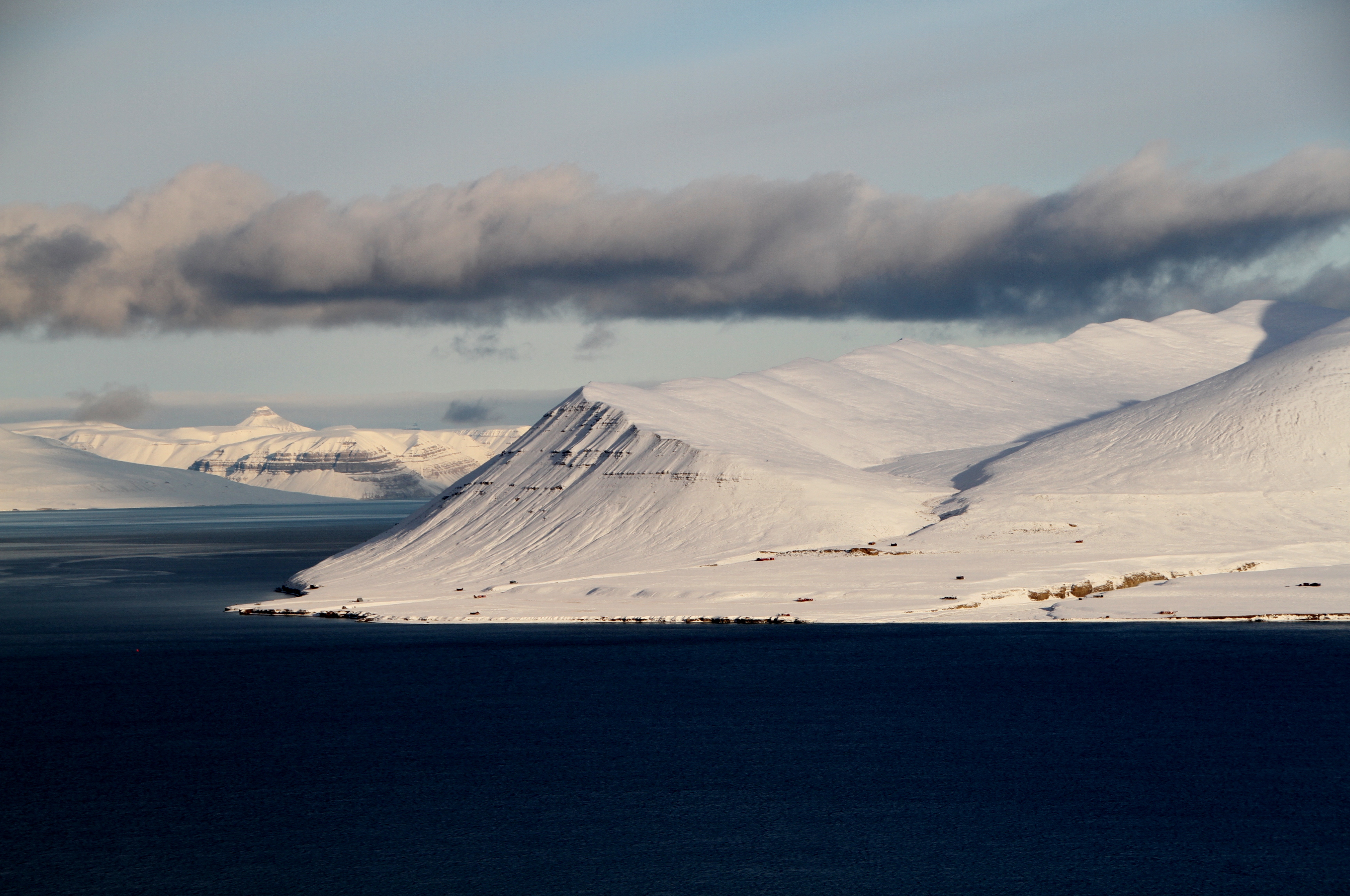
Revneset med Hanaskogsdalen

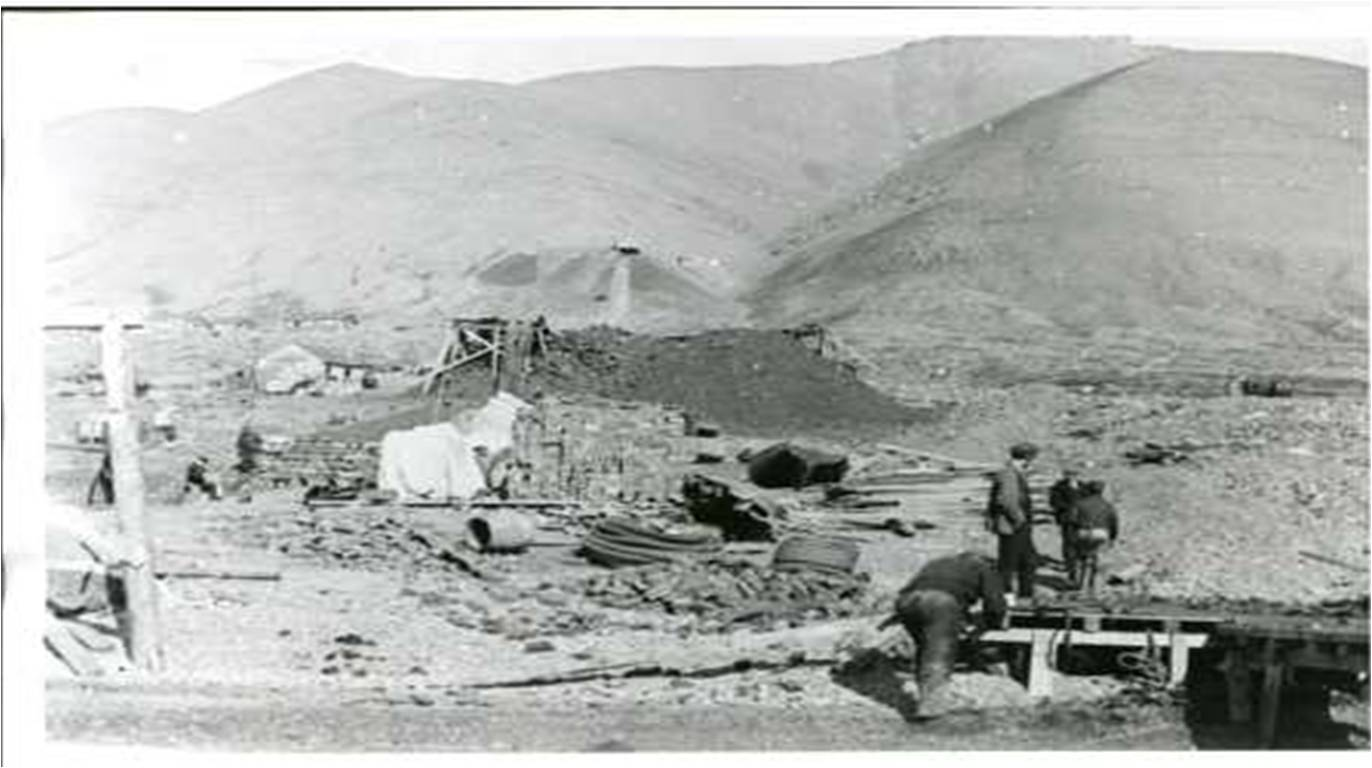
Advent City under uppbyggnad 1905, ned Adventtoppen i bakgrunden

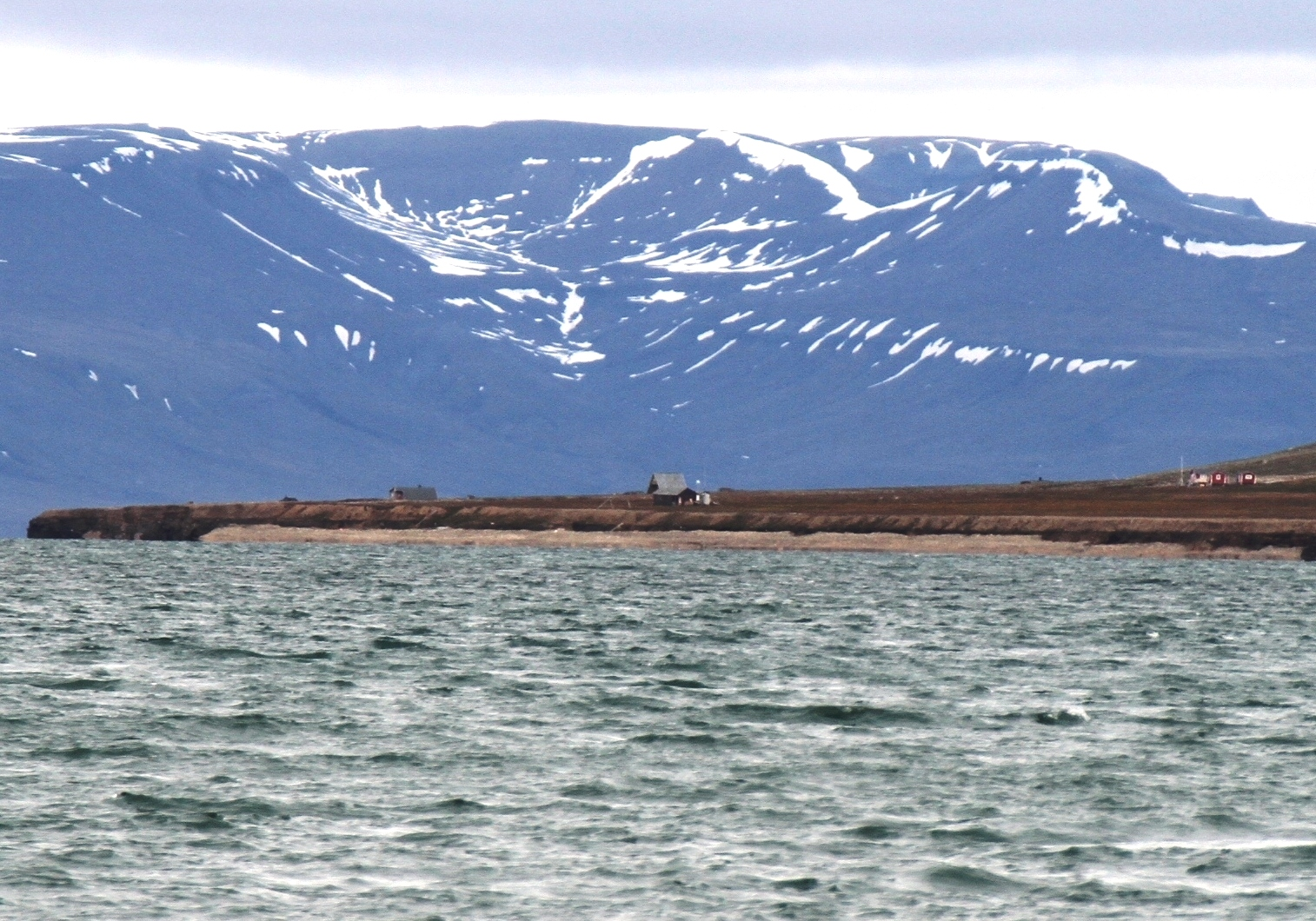
Revneset sett från sydost

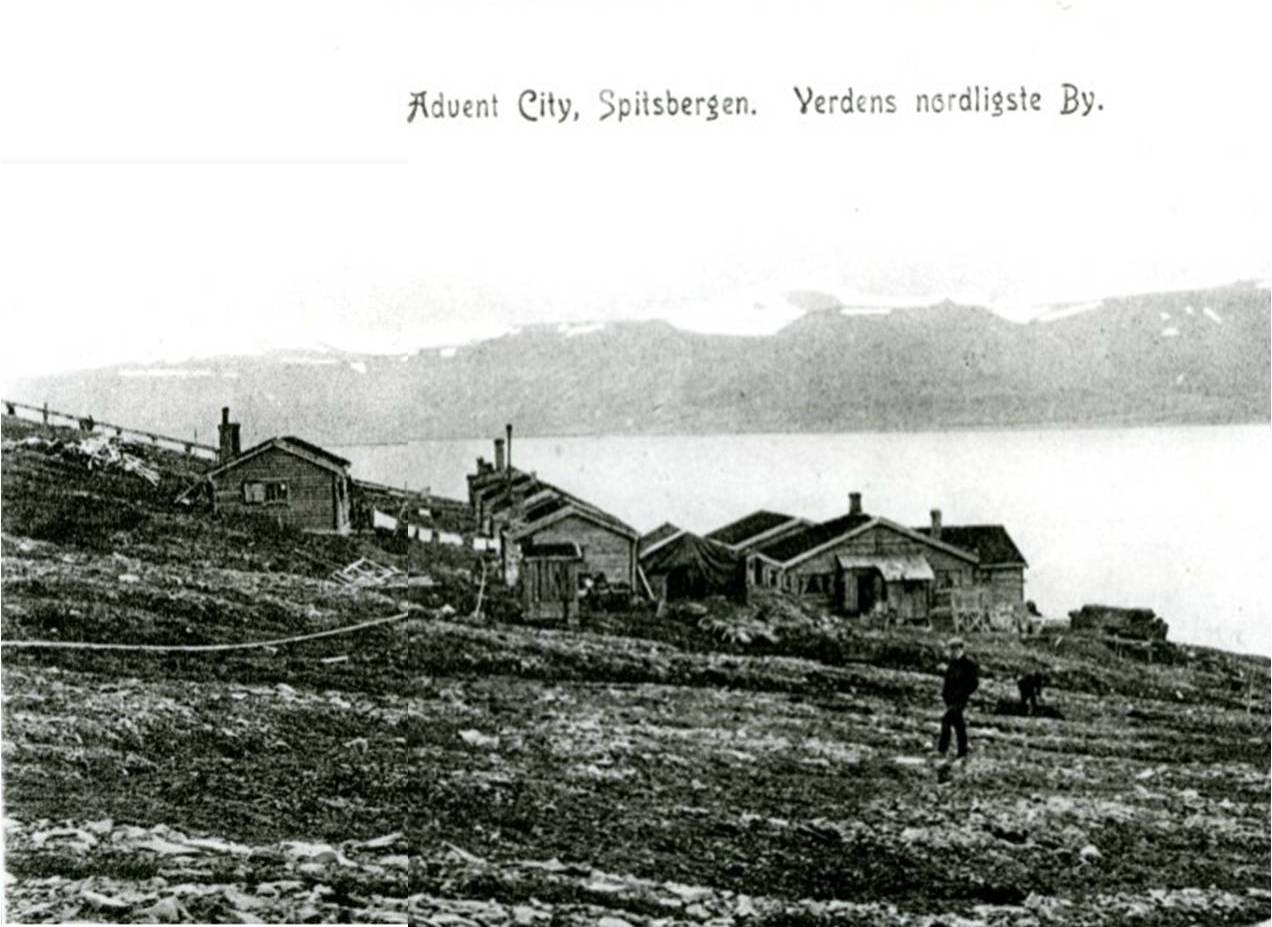
Vykort av Advent City från senast 1908

År 1899 hämtade ishavsskepparen Søren Zachariassen ut flera ton kol från olika ställen vid Isfjorden. På sin väg till norska fastlandet våren efter berättade han om sina fynd av kol till ishavsskepparen Bernhard Pedersen från Tromsø, som med denna information fick ihop kapital till Bergen-Spitsbergen Kulgrubekompani. Detta företag ockuperade året därpå, 1890, kolfälten på Revneset. Bolaget tog kolprover och gjorde ett inslag i Adventtoppen. År 1902 köpte det brittiska företaget Spitsbergen Coal and Trading Company Ltd de lägre belägna kolfälten som Pedersen hade inmutat. En kolutvinning i Adventtoppen påbörjades med anläggningen av Advent City 1905.
Kolet höll låg kvalitet och driften upphörde därför på Revneset 1908.
Det brittiska företaget sålde sina anläggningar till De Norske Kulfelter Spitsbergen 1916, och 1917 flyttade Fredrik Hiorth och De Norske Kulfelter delar av anläggningen längre in i fjorden till det som blev Hiorthhamn.